# Old Oak Hotel

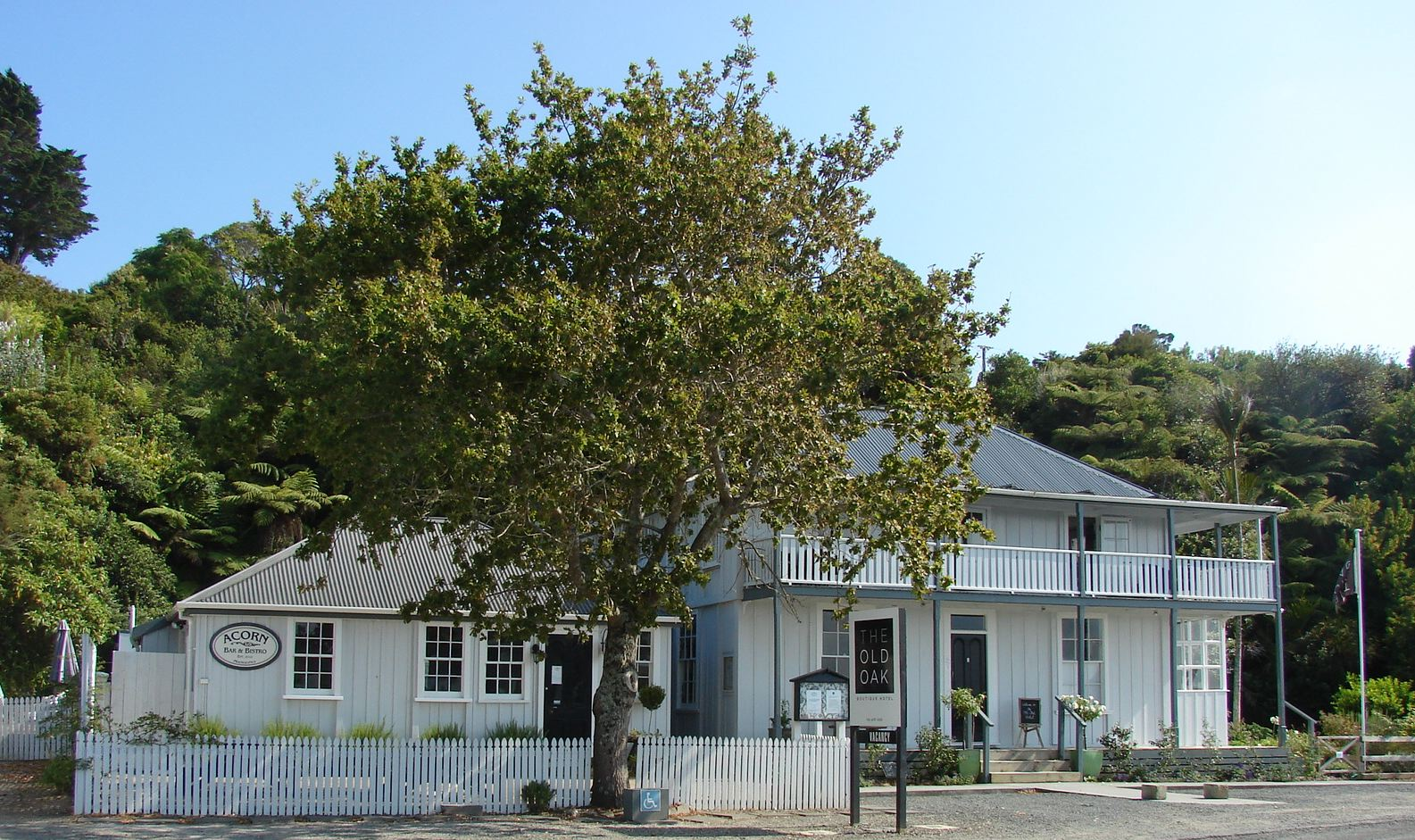
Old Oak Hotel in Mangōnui mit Boutique-Restaurant Acorn

Das Old Oak Hotel ist der Name eines unter Denkmalschutz stehenden Gebäudes der frühen viktorianischen Kolonialzeit Neuseelands. Das um 1861 erbaute Haus befindet sich in 66 Waterfront Drive, Mangōnui, am südöstlichen Rand der Doubtless Bay im Far North District in der Region Northland auf der Nordinsel Neuseelands.

## Geschichte
Ursprünglich war der Name Mangonui Hotel. Etwa im Jahr 1909 wurde das Hotelgebäude erstmals modifiziert und der Name 1910 in Old Oak Hotel geändert. In den Jahren danach diente das Hotelgebäude als Pension, Privathaus, Metzgerei, Restaurant, Kunstwerkstatt und dann wieder als Hotel. In den 1970er Jahren und danach wieder in den 1980ern wurde es hauptsächlich im Innern modernisiert. 2009 wurde das Hotel vollkommen restauriert und mit modernem Komfort ausgestattet. Heute ist es ein komfortables Boutique-Hotel, das Nebengebäude links ist ein Boutique-Restaurant.

## Kulturdenkmal
Das Old Oak Hotel in Mangōnui wurde am 25. November 1982 vom New Zealand Historic Places Trust unter Nummer 451 als „Historic Place Category II“ registriert.